# Le Jongleur de Notre-Dame
Le Jongleur de Notre-Dame (El joglar de Notre Dame) és una òpera en tres actes composta per Jules Massenet sobre un llibret francès de Maurice Léna, basat en l'obra homònima d'Anatole France. S'estrenà a l'Opéra Garnier de Montecarlo el 18 de febrer de 1902.

## Representacions
L'estrena a Montecarlo va ser un èxit sensacional així com la següent de París, però ho fou molt menys a l'estranger i avui és recordada sobretot com una curiositat. El paper del joglar Jean va ser popularitzat en els Estats Units per la famosa soprano Mary Garden que, segons algunes fonts, va horroritzar al compositor Massenet, que pretenia que el paper fos interpretat per un tenor.
A Catalunya s'estrenà al Liceu el 13 de febrer de 1919, amb Geneviève Vix i amb èxit escàs.

## Argument

### Acte I
Jean «el Joglar», famèlic i esparracat, es veu obligat per la multitud a cantar una tonada sacrílega a les mateixes portes de l'abadia de Cluny. Tot just el pobre cantor errant ha llançat les primeres notes, s'obre la porta del temple i apareix el prior, que, després de llançar una anatema sobre els espectadors i obligar-los a fugir aterrits, convida a Jean a seguir al tranquil retir del convent.

### Acte II
Al refectori de l'abadia, el cuiner Bonifacio compte la llegenda de la Salvia per consolar a Jean, que es troba desesperat per no saber llatí. L'orgullosa flor -diu la llegenda- va estendre les seves fulles per guardar el somni del Nen Jesús, a precs de la Verge. Perquè a la Mare de Déu li agrad els humils...

### Acte III
Encoratjat, Jean es decideix a pronunciar un discurs de xarlatà de fira -l'única habilitat que posseïm davant la imatge de la Mare de Déu. Els monjos, indignats, volen fer trossos l'atrevit, i llavors la sagrada imatge s'il·lumina amb suaus fulgors. La Reina dels Cels somriu maternalment, i amb lent posat beneeix al seu humil adorador.

## Enregistraments
A mitjans dels anys noranta, l'òpera completa va ser gravada en estèreo per primera vegada, i aquest enregistrament, amb el tenor Alain Vanzo com a Jean i el baríton Jules Bastin com a Boniface. A això li van seguir reposicions de l'òpera als Estats Units, normalment en vestuari modern.